# Romeo și Julieta (balet)

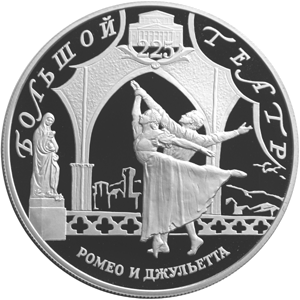
Monedă comemorativă

Romeo și Julieta (titlul original: în rusă Ромео и Джульетта, transliterat: Romeo i Djulietta) este un balet în 3 acte și 11 tablouri de Serghei Prokofiev.
Libretul: Adrian Piotrovski, Serghei Prokofiev, Serghei Radlov și Leonid Lavrovski după tragedia omonimă de William Shakespeare.

Prima audiție a avut loc la Brno în Cehoslovacia, la 11 decembrie 1938. În Uniunea Sovietică, premiera a avut loc la Teatrul de Operă și Balet S. M. Kirov din Leningrad, la 11 ianuarie 1940, sub regia lui Leonid Lavrovski. Conducerea muzicală a fost semnată de I. Herman, scenografia aparținând lui P. Wiliams.

## Personaje
- Escalus – principele Veronei
- Paris – un tânăr nobil
- Capulet –
- Soția lui Capulet
- Julieta – fiica lui Capulet
- Tybalt – nepotul lui Capulet
- Doica Julietei –
- Montague –
- Mercuțio – prietenul apropiat al lui Romeo
- Romeo – fiul lui Montagu
- Benvolio – nepotul lui Montague
- Lorenzo – un călugăr
- Prietena Julietei
- Un trubadur
- Samson
- Gregorio Pietro
- slujitorii lui Capulet
- Baltazar
- Abraham
- slujitorii lui Montague
- Trei slujitoare
- Pajul lui Romeo
- cârciumarul
- cetățeni din Verona, rude ale ambelor case, oameni mascați, gărzi.[1]

Acțiunea se petrece în orașele Verona și Mantua în seolul al XVI-lea.